# 海上保安官
海上保安官（かいじょうほあんかん、Japan Coast Guard Officer）は、海上の安全および治安の確保を図ることを任務とする日本の行政機関である海上保安庁の職員のうち、法令の海上における励行、海難救助、海洋汚染等の防止、海上における犯罪の予防及び鎮圧、海上における犯人の捜査及び逮捕、海上における船舶交通に関する規制、水路、航路標識に関する事務その他海上の安全確保に関する事務並びにこれらに附帯する事項に関する事務を行う職員（国家公務員）を指す（海上保安庁法第2条、第14条）。海上保安庁法第31条において、特別司法警察職員として海上保安官（司法警察員）と海上保安官補（司法巡査）が指定されている。

## 職務

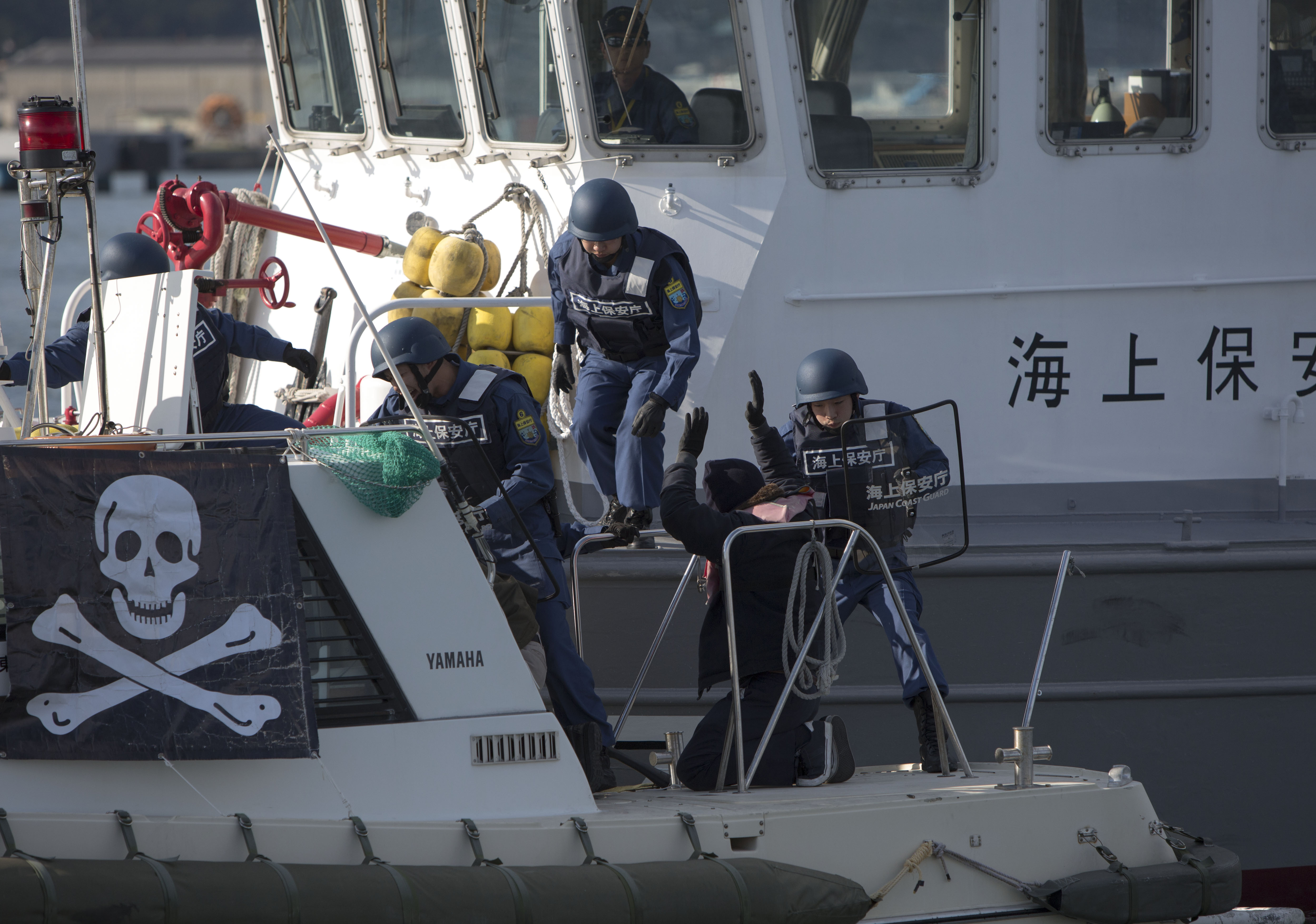
訓練を行う海上保安官

主な職務は、海上における犯罪の取り締まり、海難救助、海洋汚染の防止、海上交通の安全確保などとされている。海上で発生した事案について警察官とほぼ同等の権限を持ち、警察官職務執行法を準用し、必要に応じて武装する事も許されている。また、海賊については日本国の領海のみならず公海上でも追跡・拿捕および被疑者の逮捕と関連資産の押収ができる。
海上保安官の給与は、「一般職の職員の給与に関する法律」に規定される「公安職俸給表（二）」が適用されるが、本庁や管区本部に勤務する職員のうち警備救難部以外に所属する場合においては「行政職俸給表（一）」が適用されることもある（人事院規則9-2）。
職務に必要な各種資格の取得は庁内の教育機関で行うほか、船舶関係（海技士など）、無線関係（総合無線通信士、海上無線通信士など）、航空機関係（事業用操縦士、航空整備士など）の有資格者の採用を定期的に実施している。

## 海上保安官と海上保安官補の身分および階級
職員の多くは、海上保安学校または海上保安大学校の卒業者であるが、最高位とされる海上保安庁長官は、第43代長官に海上保安庁生え抜きの職員が就任するまで、一貫して上級官庁の運輸省とその後継官庁の国土交通省の局長級キャリア官僚が長官として就任してきた。また、管区本部長や本庁の基幹職員には国土交通省や省庁間交流による他省庁職員などの官僚が海上保安官に転官して補職されることがある。また、少数であるが、国家公務員試験総合職（理学系、技術系）合格者を海上保安官として採用するケースもあるが、この場合は一般の海上保安官のように船艇勤務をすることはなく、海洋情報部署など特定の部門で勤務することになる。
海上保安庁法施行令第9条には、一等海上保安監を最高位とし、三等海上保安士補まで12階級を規定している。ただし、同施行令における階級最高位である一等海上保安監の階級は人事上、その職責によって甲乙に区分されているため階級制度上、一等海上保安監の階級だけで2階級存在している。さらに、部下を指揮する役職としての長官、次長および海上保安監が存在し、また、海上保安庁職員服制（昭和23年運輸省令第33号）では、先の3職の制服を定めていることから、実質的には長官を最高位として学生まで含めると13階級となっている。なお、平成2年以降、海上保安官補は誰も在職しておらず、また海上保安官補の階級である「一等海上保安士補」から「三等海上保安士補」までの任命発令はされていない。

### 階級・官職名の沿革
下記の一覧表は海上保安官等の階級名称を基に、過去から現在までの組織の移り変わりや階級の比定を表した。組織長の欄は正式な階級名ではなく官職名であるが、便宜上英訳では階級風の呼び名が使われている。軍制の階級との比較を行なっているが、表外の注釈に示すとおり軍事組織との階級比定を試みたものではない。海上保安庁の広報などでも階級表記はほとんど用いられず、職員の職務・職責を表す船長、航海士、通信士、専門員などが用いられる。
| 区分   | 区分   | 海上警備隊              | 旧海上保安庁         | 保安庁海上公安局 | 海上保安庁         | 海上保安庁での各官職・階級の英語表記              | 海上保安庁での職務 |
| ------ | ------ | ----------------------- | -------------------- | ---------------- | ------------------ | ------------------------------------------------- | --- |
| 組織長 | 組織長 | （旧）海上保安庁長官    | （旧）海上保安庁長官 | 海上公安局長     | 海上保安庁長官     | Commandant                                        | 行政組織（庁）の長 海上保安庁職員の最上位 |
| 組織長 | 組織長 | 総監副総監              | 次長 警備救難監      | 次長             | 次長海上保安監     | Vice CommandantVice Commandant for Operations     | 長官補佐（庁次席）長官補佐（運用上の指揮官） |
| 士官   | 将官   | 海上警備監（海将）      | ---                  | 海上公安監       | 一等海上保安監(甲) | Coast Guard Superintendent First Grade Upper Half | 本庁部長・管区本部長・海上保安大学校長・海上保安学校長 |
| 士官   | 将官   | 海上警備監補（海将補）  | 一等海上保安監       | 海上公安監補     | 一等海上保安監(乙) | Coast Guard Superintentent First Grade Lower Half | 本庁参事官・管区本部次長・大阪海上保安監部長・大規模海上保安部長 |
| 士官   | 佐官   | 一等海上警備正（1佐）   | 二等海上保安監       | 一等海上公安正   | 二等海上保安監     | Coast Guard Superintendent Second grade           | 本庁課長・管区本部部長 海上保安部長・所長・基地長・港長 巡視船船長・管区本部課長 署長・PL型（航海・運用司令・通信）長 本庁係長・首席（航海・運用司令・通信）士 PM型（航海・運用司令・通信）長・PS型船長 本庁専門員・主任（航海・運用司令・通信）士 本庁係員・巡視艇船長 海上保安大学校本科卒業生は幹部要員 |
| 士官   | 佐官   | 二等海上警備正（2佐）   | 三等海上保安監       | 二等海上公安正   | 三等海上保安監     | Coast Guard Superintendent Third Grade            | 本庁課長・管区本部部長 海上保安部長・所長・基地長・港長 巡視船船長・管区本部課長 署長・PL型（航海・運用司令・通信）長 本庁係長・首席（航海・運用司令・通信）士 PM型（航海・運用司令・通信）長・PS型船長 本庁専門員・主任（航海・運用司令・通信）士 本庁係員・巡視艇船長 海上保安大学校本科卒業生は幹部要員 |
| 士官   | 佐官   | 三等海上警備正（3佐）   | 一等海上保安正       | 三等海上公安正   | 一等海上保安正     | Coast Guard Officer First Grade                   | 本庁課長・管区本部部長 海上保安部長・所長・基地長・港長 巡視船船長・管区本部課長 署長・PL型（航海・運用司令・通信）長 本庁係長・首席（航海・運用司令・通信）士 PM型（航海・運用司令・通信）長・PS型船長 本庁専門員・主任（航海・運用司令・通信）士 本庁係員・巡視艇船長 海上保安大学校本科卒業生は幹部要員 |
| 士官   | 尉官   | 一等海上警備士（1尉）   | 二等海上保安正       | 一等海上公安士   | 二等海上保安正     | Coast Guard Officer Second Grade                  | 本庁課長・管区本部部長 海上保安部長・所長・基地長・港長 巡視船船長・管区本部課長 署長・PL型（航海・運用司令・通信）長 本庁係長・首席（航海・運用司令・通信）士 PM型（航海・運用司令・通信）長・PS型船長 本庁専門員・主任（航海・運用司令・通信）士 本庁係員・巡視艇船長 海上保安大学校本科卒業生は幹部要員 |
| 士官   | 尉官   | 二等海上警備士（2尉）   | 三等海上保安正       | 二等海上公安士   | 三等海上保安正     | Coast Guard Officer Third Grade                   | 本庁課長・管区本部部長 海上保安部長・所長・基地長・港長 巡視船船長・管区本部課長 署長・PL型（航海・運用司令・通信）長 本庁係長・首席（航海・運用司令・通信）士 PM型（航海・運用司令・通信）長・PS型船長 本庁専門員・主任（航海・運用司令・通信）士 本庁係員・巡視艇船長 海上保安大学校本科卒業生は幹部要員 |
| 士官   | 尉官   | 三等海上警備士（3尉）   | ---                  | 三等海上公安士   | ↓ 階級調整→        | ↓ 階級調整→                                       | 本庁課長・管区本部部長 海上保安部長・所長・基地長・港長 巡視船船長・管区本部課長 署長・PL型（航海・運用司令・通信）長 本庁係長・首席（航海・運用司令・通信）士 PM型（航海・運用司令・通信）長・PS型船長 本庁専門員・主任（航海・運用司令・通信）士 本庁係員・巡視艇船長 海上保安大学校本科卒業生は幹部要員 |
| 准士官 | 准士官 | （准海尉）              | ---                  | ↑ 階級調整→      | ↑ 階級調整→        | ↑ 階級調整→                                       | 係員・（航海・運用指令・通信）士補 海上保安官の階級： 一等以上が司法警察員 二等以下が司法巡査 三等は初任階級の場合 門司分校研修生 |
| 下士官 | 下士官 | （海曹長）              | ---                  | ↑ 階級調整→      | ↑ 階級調整→        | ↑ 階級調整→                                       | 係員・（航海・運用指令・通信）士補 海上保安官の階級： 一等以上が司法警察員 二等以下が司法巡査 三等は初任階級の場合 門司分校研修生 |
| 下士官 | 下士官 | 一等海上警備士補（1曹） | 一等海上保安士       | 一等海上公安士補 | 一等海上保安士     | Junior Coast Guard Officer First Grade            | 係員・（航海・運用指令・通信）士補 海上保安官の階級： 一等以上が司法警察員 二等以下が司法巡査 三等は初任階級の場合 門司分校研修生 |
| 下士官 | 下士官 | 二等海上警備士補（2曹） | 二等海上保安士       | 二等海上公安士補 | 二等海上保安士     | Junior Coast Guard Officer Second Grade           | 係員・（航海・運用指令・通信）士補 海上保安官の階級： 一等以上が司法警察員 二等以下が司法巡査 三等は初任階級の場合 門司分校研修生 |
| 下士官 | 下士官 | 三等海上警備士補（3曹） | 三等海上保安士       | 三等海上公安士補 | 三等海上保安士     | Junior Coast Guard Officer Third Grade            | 係員・（航海・運用指令・通信）士補 海上保安官の階級： 一等以上が司法警察員 二等以下が司法巡査 三等は初任階級の場合 門司分校研修生 |
| 兵員   | 兵員   | 海上警備員長（海士長）  | 一等海上保安士補     | 海上公安員長     | 一等海上保安士補   | Assistant Coast Guard Officer First Grade         | （平成2年以降補職者なし） 海上保安官補の階級： 階級章などは金色製 |
| 兵員   | 兵員   | 一等海上警備員（1士）   | 二等海上保安士補     | 一等海上公安員   | 二等海上保安士補   | Assistant Coast Guard Officer Second Grade        | （平成2年以降補職者なし） 海上保安官補の階級： 階級章などは金色製 |
| 兵員   | 兵員   | 二等海上警備員（2士）   | 三等海上保安士補     | 二等海上公安員   | 三等海上保安士補   | Assistant Coast Guard Officer Third Grade         | （平成2年以降補職者なし） 海上保安官補の階級： 階級章などは金色製 |
| 兵員   | 兵員   | 三等海上警備員          |                      | 三等海上公安員   |                    |                                                   | （平成2年以降補職者なし） 海上保安官補の階級： 階級章などは金色製 |
| その他 | その他 |                         |                      |                  | 船舶職員 学生      |                                                   | 一般乗組員は銀色製 海上保安大学校・学校生の階級章 ・海上保安大学校生は金色 ・海上保安学校生は銀色 |

- 上記の表は1952年（昭和27年）4月に創設された海上警備隊（沿岸警備隊）の成り立ちから、区分に対応して海上警備隊の階級に括弧で海上自衛官の階級を付加して軍隊の様式にしているが、海上保安庁の階級制は船員の船舶内での職務分担からきている階級制度のため、軍制の職責や職務内容などにも対応しておらず、軍制の階級との比定はあまり意味を持たない。また、海上保安庁長官・次長・海上保安監は法令上階級ではなく役職名であるが、独自の階級章があり、事実上階級に準じた扱いを受けるため、便宜上ここに記す。正式な最高位の階級は一等海上保安監であり、その職責は「甲」、「乙」と有り、両者に独自の階級章が設定されている。これらの階級以上は船舶へ乗り込んで指揮を執ることは殆ど無い。船員制度との比較の例としては、PM型巡視船の航海科では船長（三等海上保安監）、航海長（一等海上保安正）、首席航海士（二等海上保安正）、主任航海士（三等海上保安正）、航海士（一等海上保安士）、航海士補（一等海上保安士 - 三等海上保安士）と船員の序列に従い、階級が割り振られている。他の機関科、通信科、主計科なども同様である。
- 旧海上保安庁長官は、運輸省外局の長として海上警備隊の隊員と海上保安庁の職員を統括した。また、海上公安局法が公布された時点の保安庁長官も同様に警備隊を管轄すると共に、海上公安局も管轄して海上公安官の階級は、警備隊の階級と合わせる形で変更になった。これにより従来の海上保安庁とは違う組織になり、現在の海上自衛隊に近い軍制の階級になったが、海上保安庁の強い抵抗などにより改編されず、階級制度も旧来のものが現存する形になっている。
- 海上保安庁の創設時期は、日本国との平和条約（1952年4月「昭和27年条約第5号」）が締結される前であり、そのため海上保安庁法（昭和23年法律第28号）には、組織や職員（乗組員）を海上での主権行使の機関や要員として想定しておらず、各自衛隊を管轄する防衛省設置法に記載されるような主権行使の条文などもなく[20]、海上保安庁法第25条の『職員が軍隊として組織され、訓練され、又は軍隊の機能を営むことを…』と軍事否定の条文も付加されている。

## 採用および教育
海上保安官となるためには、幾種類かの採用コースがあり、海上保安大学校ないし海上保安学校の学生採用試験合格者からの採用を中心とし、海技資格等の有資格者採用試験や国家公務員採用試験の選考合格者からの採用もある。海上保安大学校では幹部職員候補としての教育を4年間行い、海上保安学校では専門職員向けとして1年ないし2年間の教育を行う。海上保安大学校は、一般の4年制大学と同様に、卒業時に学士号が授与される高等教育機関で、本科4年、専攻科6カ月、国際業務課程3カ月の計4年9カ月間に渡って、幹部海上保安官として必要な高度な知識・技能を習得することになる。難易度は、国公立大学受験と同程度である。なお、海上保安大学校には、4年制大学卒業者を対象とした初任科学生採用試験もあり、2020年（令和2年）に設置された新しい課程である。「航海」「機関」の各専攻課程別に分かれており、海技免状取得を目指しながら、2年間に渡って幹部海上保安官に必要な高度な専門能力を身につけることになる。難易度は大卒国家一般職、国家専門職と同程度である。海上保安学校は、課程によって修学年限が異なり、「船舶運航システム」「航空」「海洋科学」は1年、「情報システム」「管制」は2年となっている。難易度は高卒国家一般職と同程度である。

## 海上保安官に対する表彰
海上保安官に対する表彰は、内閣総理大臣表彰を筆頭に国土交通大臣表彰その他の国務大臣表彰があり、その他に海上保安庁長官表彰をはじめとする表彰がある。海上保安庁の表彰には以下の表彰記章の伴う表彰の他、個人および団体に対する賞詞などの各種表彰がある。各種表彰を受彰した職員は海上保安庁表彰記念章を佩用することができる。
- 海上保安勲功章
- 海上保安功績章
- 海上保安発明考案章

なお、危険業務従事者叙勲の対象でもある。

## 関連法・規定

### 海上保安庁法（重要部分のみ抜粋）
- （※部分 編者注）

- 第14条 海上保安庁に海上保安官及び海上保安官補を置く。
- 2 海上保安官及び海上保安官補の階級は、政令でこれを定める。
- 3 海上保安官は、上官の命を受け、第2条第1項に規定する事務を掌る。
- 4 海上保安官補は、海上保安官の職務を助ける。
- 第15条 海上保安官がこの法律の定めるところにより法令の励行に関する事務を行う場合には、その権限については、当該海上保安官は、各〃の法令の施行に関する事務を所管する行政官庁の当該官吏とみなされ、当該法令の励行に関する事務に関し行政官庁の制定する規則の適用を受けるものとする。
- 第16条 海上保安官は、第5条第5号に掲げる職務を行うため若しくは犯人を逮捕するに当たり、又は非常事変に際し、必要があるときは、付近にある人及び船舶に対し、協力を求めることができる。
- 第17条 海上保安官は、その職務を行うため必要があるときは、船長又は船長に代わつて船舶を指揮する者に対し、法令により船舶に備え置くべき書類の提出を命じ、船舶の同一性、船籍港、船長の氏名、直前の出発港又は出発地、目的港又は目的地、積荷の性質又は積荷の有無その他船舶、積荷及び航海に関し重要と認める事項を確かめるため船舶の進行を停止させて立入検査をし、又は乗組員及び旅客に対しその職務を行うために必要な質問をすることができる。
- 2 海上保安官は、前項の規定により立入検査をし、又は質問するときは、制服を着用し、又はその身分を示す証票を携帯しなければならない。
- 3 海上保安官の服制は、国土交通省令で定める。
- 第18条 海上保安官は、海上における犯罪が正に行われようとするのを認めた場合又は天災事変、海難、工作物の損壊、危険物の爆発等危険な事態がある場合であつて、人の生命若しくは身体に危険が及び、又は財産に重大な損害が及ぶおそれがあり、かつ、急を要するときは、他の法令に定めのあるもののほか、次に掲げる措置を講ずることができる。
  - 1 船舶の進行を開始させ、停止させ、又はその出発を差し止めること。
  - 2 航路を変更させ、又は船舶を指定する場所に移動させること。
  - 3 乗組員、旅客その他船内にある者（以下「乗組員等」という。）を下船させ、又はその下船を制限し、若しくは禁止すること。
  - 4 積荷を陸揚げさせ、又はその陸揚げを制限し、若しくは禁止すること。
  - 5 他船又は陸地との交通を制限し、又は禁止すること。
  - 6 前各号に掲げる措置のほか、海上における人の生命若しくは身体に対する危険又は財産に対する重大な損害を及ぼすおそれがある行為を制止すること。
- 2 海上保安官は、船舶の外観、航海の態様、乗組員等の異常な挙動その他周囲の事情から合理的に判断して、海上における犯罪が行われることが明らかであると認められる場合その他海上における公共の秩序が著しく乱されるおそれがあると認められる場合であつて、他に適当な手段がないと認められるときは、前項第1号又は第2号に掲げる措置を講ずることができる。
- 第19条 海上保安官及び海上保安官補は、その職務を行うため、武器を携帯することができる。
- 第20条 海上保安官及び海上保安官補の武器の使用については、警察官職務執行法（昭和23年法律第136号）第7条の規定を準用する。
- 2 前項において準用する警察官職務執行法第7条の規定により武器を使用する場合のほか、第17条第1項の規定に基づき船舶の進行の停止を繰り返し命じても乗組員等がこれに応ぜずなお海上保安官又は海上保安官補の職務の執行に対して抵抗し、又は逃亡しようとする場合において、海上保安庁長官が当該船舶の外観、航海の態様、乗組員等の異常な挙動その他周囲の事情及びこれらに関連する情報から合理的に判断して次の各号のすべてに該当する事態であると認めたときは、海上保安官又は海上保安官補は、当該船舶の進行を停止させるために他に手段がないと信ずるに足りる相当な理由のあるときには、その事態に応じ合理的に必要と判断される限度において、武器を使用することができる。
- 第21条 海上保安庁長官は、海上保安官の中から港長を命ずる。
- 2 港長は、海上保安庁長官の指揮監督を受け、港則に関する法令に規定する事務を掌る。
- 第31条 海上保安官及び海上保安官補は、海上における犯罪について、海上保安庁長官の定めるところにより、刑事訴訟法（昭和23年法律第131号）の規定による司法警察職員として職務を行う。
- 2 海上保安官及び海上保安官補は、第28条の2第1項に規定する場合において、同項の離島における犯罪について、海上保安庁長官が警察庁長官に協議して定めるところにより、刑事訴訟法の規定による司法警察職員として職務を行う。

### 災害対策基本法（関連部分のみ抜粋）
- 第54条 災害が発生するおそれがある異常な現象を発見した者は、遅滞なく、その旨を市町村長又は警察官若しくは海上保安官に通報しなければならない。
- 3 第1項の通報を受けた警察官又は海上保安官は、その旨をすみやかに市町村長に通報しなければならない。
- 第58条 市町村長は、災害が発生するおそれがあるときは、法令又は市町村地域防災計画の定めるところにより、消防機関若しくは水防団に出動の準備をさせ、若しくは出動を命じ、又は警察官若しくは海上保安官の出動を求める等災害応急対策責任者に対し、応急措置の実施に必要な準備をすることを要請し、若しくは求めなければならない。
- 第60条 災害が発生し、又は発生するおそれがある場合において、人の生命又は身体を災害から保護し、その他災害の拡大を防止するため特に必要があると認めるときは、市町村長は、必要と認める地域の居住者、滞在者その他の者に対し、避難のための立退きを勧告し、及び急を要すると認めるときは、これらの者に対し、避難のための立退きを指示することができる。
- 2 前項の規定により避難のための立退きを勧告し、又は指示する場合において、必要があると認めるときは、市町村長は、その立退き先を指示することができる。
- 第61条 前条第1項の場合において、市町村長が同項に規定する避難のための立退きを指示することができないと認めるとき、又は市町村長から要求があつたときは、警察官又は海上保安官は、必要と認める地域の居住者、滞在者その他の者に対し、避難のための立退きを指示することができる。前条第2項の規定は、この場合について準用する。
- 2 警察官又は海上保安官は、前項の規定により避難のための立退きを指示したときは、直ちに、その旨を市町村長に通知しなければならない。
- 第63条 災害が発生し、又はまさに発生しようとしている場合において、人の生命又は身体に対する危険を防止するため特に必要があると認めるときは、市町村長は、警戒区域を設定し、災害応急対策に従事する者以外の者に対して当該区域への立入りを制限し、若しくは禁止し、又は当該区域からの退去を命ずることができる。
- 2 前項の場合において、市町村長若しくはその委任を受けて同項に規定する市町村長の職権を行なう市町村の吏員が現場にいないとき、又はこれらの者から要求があつたときは、警察官又は海上保安官は、同項に規定する市町村長の職権を行なうことができる。この場合において、同項に規定する市町村長の職権を行なつたときは、警察官又は海上保安官は、直ちに、その旨を市町村長に通知しなければならない。
- 第64条 市町村長は、当該市町村の地域に係る災害が発生し、又はまさに発生しようとしている場合において、応急措置を実施するため緊急の必要があると認めるときは、政令で定めるところにより、当該市町村の区域内の他人の土地、建物その他の工作物を一時使用し、又は土石、竹木その他の物件を使用し、若しくは収用することができる。
- 9 警察官、海上保安官又は災害派遣を命ぜられた部隊等の自衛官は、第7項において準用する前条第2項又は前項において準用する第2項前段の規定により工作物等を除去したときは、当該工作物等を当該工作物等が設置されていた場所を管轄する警察署長等又は内閣府令で定める自衛隊法第8条に規定する部隊等の長（以下この条において「自衛隊の部隊等の長」という。）に差し出さなければならない。この場合において、警察署長等又は自衛隊の部隊等の長は、当該工作物等を保管しなければならない。
- 第84条 市町村長又は警察官、海上保安官若しくは災害派遣を命ぜられた部隊等の自衛官が、第65条第1項（同条第3項において準用する場合を含む。）の規定又は同条第2項において準用する第63条第2項の規定により、当該市町村の区域内の住民又は応急措置を実施すべき現場にある者を応急措置の業務に従事させた場合において、当該業務に従事した者がそのため死亡し、負傷し、若しくは疾病にかかり、又は障害の状態となつたときは、当該市町村は、政令で定める基準に従い、条例で定めるところにより、その者又はその者の遺族若しくは被扶養者がこれらの原因によつて受ける損害を補償しなければならない。
- 第116条 次の各号のいずれかに該当する者は、10万円以下の罰金又は拘留に処する。
  - 1 第52条第1項の規定に基づく内閣府令によつて定められた防災に関する信号をみだりに使用し、又はこれと類似する信号を使用した者
  - 2 第63条第1項の規定による市町村長（第73条第1項の規定により市町村長の事務を代行する都道府県知事を含む。）の、第63条第2項の規定による警察官若しくは海上保安官の又は同条第3項において準用する同条第１項の規定による災害派遣を命ぜられた部隊等の自衛官の禁止若しくは制限又は退去命令に従わなかつた者

### 国民保護法（関連部分のみ抜粋）
- 第63条 前条第1項の場合において、市町村長は、避難住民を誘導するため必要があると認めるときは、警察署長、海上保安部長等又は自衛隊法第七76条第1項、第78条第1項若しくは第81条第2項の規定により出動を命ぜられた自衛隊の部隊等のうち国民の保護のための措置の実施を命ぜられた自衛隊の部隊等若しくは同法第77条の4第1項の規定により派遣を命ぜられた自衛隊の部隊等（以下「出動等を命ぜられた自衛隊の部隊等」という。）の長（政令で定める自衛隊の部隊等の長に限る。）に対し、警察官、海上保安官又は自衛官（以下「警察官等」という。）による避難住民の誘導を行うよう要請することができる。この場合において、市町村長は、その旨を当該市町村の属する都道府県の知事に通知するものとする。
- 第66条 避難住民を誘導する警察官等又は第62条第1項若しくは第2項（同条第5項において準用する場合を含む。）の規定により避難住民を誘導する者は、避難に伴う混雑等において危険な事態が発生するおそれがあると認めるときは、当該危険な事態の発生を防止するため、危険を生じさせ、又は危害を受けるおそれのある者その他関係者に対し、必要な警告又は指示をすることができる。
- 2 前項の場合において、警察官又は海上保安官は、特に必要があると認めるときは、危険な場所への立入りを禁止し、若しくはその場所から退去させ、又は当該危険を生ずるおそれのある道路上の車両その他の物件の除去その他必要な措置を講ずることができる。
- 3 前項の規定は、警察官及び海上保安官がその場にいない場合に限り、避難住民を誘導している消防吏員又は自衛官の職務の執行について準用する。
- 第98条 武力攻撃災害の兆候を発見した者は、遅滞なく、その旨を市町村長又は消防吏員、警察官若しくは海上保安官（次項及び第4項において「消防吏員等」という。）に通報しなければならない。
- 第102条 都道府県知事は、武力攻撃事態等において、武力攻撃災害の発生又はその拡大を防止するため、次の各号のいずれかに該当する施設で政令で定めるもの（以下この条において「生活関連等施設」という。）のうち当該都道府県の区域内に所在するものの安全の確保が特に必要であると認めるときは、関係機関の意見を聴いて、当該生活関連等施設の管理者に対し、当該生活関連等施設の安全の確保のため必要な措置を講ずるよう要請することができる。
- 7 警察官又は海上保安官は、第5項の立入制限区域が指定されたときは、特に生活関連等施設の管理者の許可を得た者以外の者に対し、当該立入制限区域への立入りを制限し、若しくは禁止し、又は当該立入制限区域からの退去を命ずることができる。
- 第193条 第102条第7項（第183条において準用する場合を含む。）の規定による警察官若しくは海上保安官の制限若しくは禁止若しくは退去命令又は第114条（第183条において準用する場合を含む。）の規定による市町村長、都道府県知事、警察官若しくは海上保安官若しくは出動等を命ぜられた自衛隊の部隊等の自衛官の制限若しくは禁止若しくは退去命令に従わなかった者は、三十万円以下の罰金又は拘留に処する。